# Friedhelm Boll
Friedhelm Boll (* 16. Januar 1945 in Waldrach) ist ein deutscher Zeithistoriker.

## Leben
Er studierte in Bonn und Toulouse Geschichte. Nach der Promotion 1979 zum Dr. phil. an der Universität Bonn war er von 1975 bis 2010 als Historiker am Institut für Sozialgeschichte e.V. in Braunschweig und am Historischen Forschungszentrum der Friedrich-Ebert-Stiftung. 1993 habilitierte sich er in Kassel und wurde dort 1999 zum außerplanmäßigen Professor ernannt.
Seit einigen Jahren nimmt Friedhelm Boll anlässlich des  deutschen SS-Massakers in Maillé vom 25. August 1944 an den jährlichen Gedenkfeiern mit einer deutschen Historikerdelegation teil. 2017 erfolgte eine Einladung von Vertretern von Maillé an den Vorstand des Vereins Gegen Vergessen – Für Demokratie in Berlin. Friedhelm Boll, Vorstandsmitglied des Vereins und langjähriges Mitglied der internationalen katholischen Friedensbewegung Pax Christi, legte das erste Mail zwei Blumengebinde für zivilgesellschaftliche Vereinigungen in Maillé nieder.  2022 wurde unter Federführung von Friedhelm Boll,  der deutsch-französischen Doktorandin Layla Kiefel und dem Filmemacher  David Hanna ein Film über das Massaker von Maillé gedreht. In diesem Kontext wurden Zeitzeugen* aus Maillé und die Mitglieder der deutschen Historikerdelegation befragt.

## Schriften (Auswahl)
- Arbeitskämpfe und Gewerkschaften in Deutschland, England und Frankreich. Ihre Entwicklung vom 19. zum 20. Jahrhundert. Verlag J.H.W. Dietz Nachf. Bonn, 1992, ISBN 3-8012-4032-0.
- Auf der Suche nach Demokratie. Britische und deutsche Jugendinitiativen in Niedersachsen nach 1945. Verlag J.H.W. Dietz Nachf. Bonn, 1995, ISBN 3-8012-4059-2.
- Die deutsche Sozialdemokratie und ihre Medien. Wirtschaftliche Dynamik und rechtliche Formen. Verlag J.H.W. Dietz Nachf. Bonn, 2002, ISBN 3-8012-0316-6.
- Sprechen als Last und Befreiung. Holocaust-Überlebende und politisch Verfolgte zweier Diktaturen. Ein Beitrag zur deutsch-deutschen Erinnerungskultur. Verlag J.H.W. Dietz Nachf. Bonn, 2003, ISBN 3-8012-4130-0.
- Friedhelm Boll: Fortsetzung des Versöhnungsprozesses in Maillé. Besuch vom 25. bis 26. August 2021, in: Gegen Vergessen für Demokratie, Nr. 110/2021, Berlin 2021.